# Dikraneura
Dikraneura är ett släkte av insekter som beskrevs av Hardy 1850. Dikraneura ingår i familjen dvärgstritar.

## Dottertaxa tillDikraneura, i alfabetisk ordning[1][2]
- Dikraneura abnormis
- Dikraneura absenta
- Dikraneura africana
- Dikraneura albatron
- Dikraneura althaearoseae
- Dikraneura angustata
- Dikraneura apicta
- Dikraneura arcta
- Dikraneura ardea
- Dikraneura aridella
- Dikraneura arizona
- Dikraneura beameri
- Dikraneura carneola
- Dikraneura delicata
- Dikraneura denticulata
- Dikraneura dreisbachi
- Dikraneura etiolata
- Dikraneura fragilis
- Dikraneura grisea
- Dikraneura halberda
- Dikraneura honiala
- Dikraneura hungerfordi
- Dikraneura jalapensis
- Dikraneura knighti
- Dikraneura latacephala
- Dikraneura luna
- Dikraneura mali
- Dikraneura omani
- Dikraneura orientalis
- Dikraneura ossia
- Dikraneura pakistaniensis
- Dikraneura panamana
- Dikraneura retusa
- Dikraneura robusta
- Dikraneura rubica
- Dikraneura rubrala
- Dikraneura rufula
- Dikraneura serrata
- Dikraneura shoshone
- Dikraneura stonei
- Dikraneura straminea
- Dikraneura suffusa
- Dikraneura torta
- Dikraneura triangulata
- Dikraneura ungulata
- Dikraneura urbana
- Dikraneura variata
- Dikraneura vittata
- Dikraneura zlata